# Nandopsis vombergae
Nandopsis vombergae es una especie de peces de la familia Cichlidae en el orden de los Perciformes.

## Morfología
Los machos pueden llegar alcanzar los 21,5 cm de longitud total.

## Hábitat
Es una especie de clima tropical que vive entre 24 °C-27 °C de temperatura.

## Distribución geográfica
Se encuentran en América: Haití y la República Dominicana.